# Militaire Orde van Savoye
De Militaire Orde van Savoye (Italiaans: "Ordine Militaire di Savoia") werd op 14 augustus 1814 in Genua gesticht door Koning Victor Emanuel I van Savoye. Deze Ridderorde was een kopie van de Orde van Maria Theresia want ook zij beloont officieren voor "dappere daden die men ook had kunnen nalaten". Het Kapittel moest nauwkeurig nagaan of de voorgedragen officieren tijdens een veldslag inderdaad meer dan hun plicht hadden gedaan.

De Orde bestaat uit vijf klassen en het Grootkruis is voor tijdens een militaire campagne succesvolle of dappere luitenants-generaal en viceadmiraals gereserveerd. Lagere vlagofficieren en kolonels kunnen Grootofficier worden en het Commandeurskruis is voor majoors en hoofdofficieren bestemd.
 
Het Officierskruis is voor majoors en kapiteins terwijl iedere officier tot Ridder kan worden benoemd. Ook andere militairen die al tweemaal met de Medaille voor Dapperheid zijn onderscheiden en zich door een bijzondere daad onderscheiden kunnen tot Ridder worden benoemd.

In vredestijd werd de Orde ook verleend voor dapperheid of voor verdienstelijke hervormingen en innovaties. Ook vreemde militairen, staatshoofden en vorsten die zich oorlogen en veldtochten hadden onderscheiden kwamen voor de Orde in aanmerking. Zo ontving ook de Duitse Rijksmaarschalk Hermann Göring het Grootkruis van deze Orde.

## De vijf graden van de Orde
- Grootkruis

De Grootkruisen droegen het kleinood met kroon aan een breed lint over de rechterschouder en de zilveren ster van de Orde op de linkerborst. Tien van hen ontvingen een pensioen van 2000 lire. 
- Grootofficier

De Grootofficieren droegen het kleinood met kroon aan een lint om de hals en de zilveren ster van de Orde op de linkerborst. Twintig van hen ontvingen een pensioen van 1500 lire. 
- Commandeur

De Commandeurs dragen het kleinood met kroon aan een lint om de hals en de zilveren ster van de Orde op de linkerborst. Twintig van hen ontvingen een pensioen van 1500 lire.
- Officier

De Officieren droegen het kleinood met een gouden trofee als verhoging aan een lint op de linkerborst. Honderd van hen ontvingen een pensioen van 400 lire.
- Ridder

De Ridders droegen het kleinood met een gouden trofee als verhoging aan een lint op de linkerborst. Vijfhonderd van hen ontvingen een pensioen van 250 lire

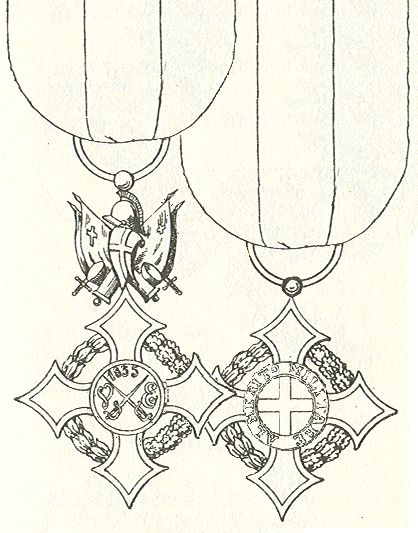
Officierskruis met trofee en het revers (keerzijde) van het ridderkruis

|        |          |            |               |            |
| Ribbon |          |            |               |            |
| Ridder | Officier | Commandeur | Grootofficier | Grootkruis |

## De versierselen van de Militaire Orde van Savoye
Het kruis, een Kruis van Pisa, is wit geëmailleerd en puntig. De beugelkroon en de trofee zijn van goud. Op het rode medaillon staan twee gekruiste zwaarden met het jaartal 1855 (in dat jaar kreeg de Orde nieuwe statuten) en de initialen "V.E" voor de stichter. Op de keerzijde staat het witte kruis van Savoye op een rode achtergrond. Op de rode ring staat "AL MERITO MILITARE" in gouden letters.
Het lint is blauw met een brede rode middenstreep. Dit zijn de kleuren van het Koninklijke Huis van Savoye.
Koning Umberto II ging in 1946 na een verloren volksstemming in ballingschap maar hij bleef in eigen ogen de Grootmeester van de Militaire Orde van Savoye. na zijn overlijden gebruiken de pretendenten de Orde niet meer als Dynastieke Orde. De Italiaanse Republiek hervormde de Orde op haar beurt in 1956 en doopte haar om tot "Militaire Orde van Italië" met de Italiaanse President als Grootmeester.

## Dragers van de Orde
Grootkruis
- Dwight D. Eisenhower
- Franjo Tuđman
- François Achille Bazaine
- Luigi Cadorna
- Helmuth Karl Bernhard von Moltke
- Józef Piłsudski
- Omar N. Bradley

Grootofficier
- Erwin Rommel
- Josef Dietrich

Officier
- Geoffrey Keyes
- Reginald Tyrwhitt

Ridder
- Prins Fulco Ruffo di Calabria
- Benito Mussolini
- Fritz Bayerlein
- Alfonso Riguzzi